# Sowjetische Besetzung Bessarabiens und der Nordbukowina

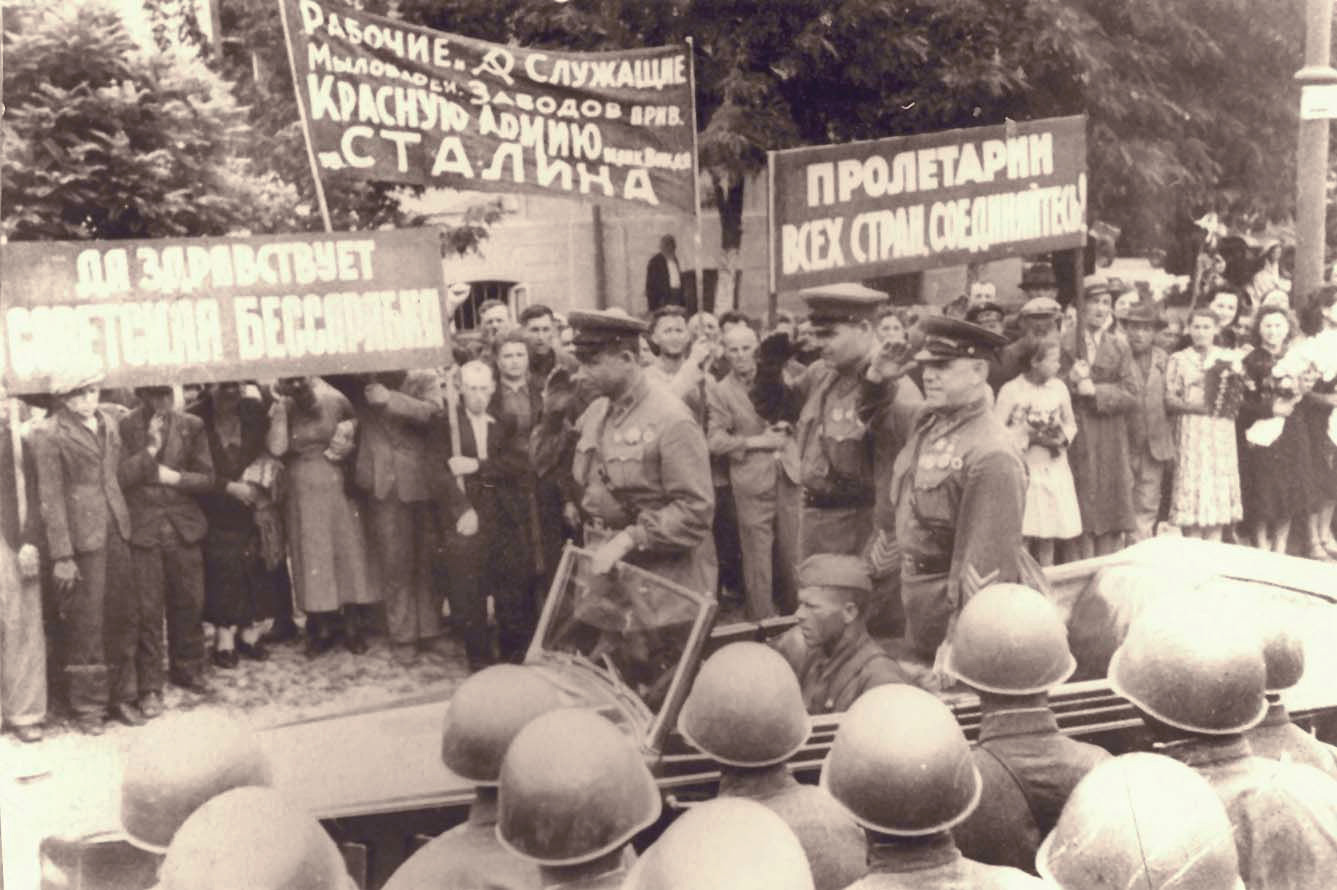
Siegesparade der Roten Armee in Chișinău kurz nach dem Einmarsch in Bessarabien, stehend im Auto der sowjetische Oberkommandierende Georgi Schukow, 4. Juli 1940

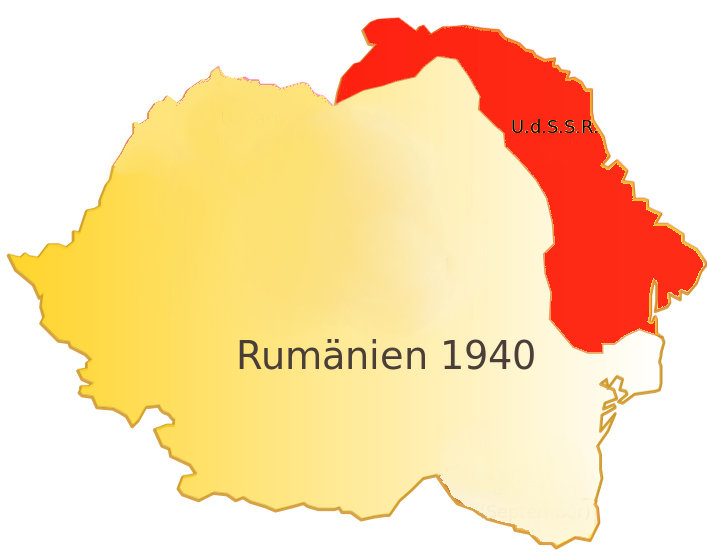
Die rot markierten Gebiete wurden im Juni/Juli 1940 von der Roten Armee besetzt

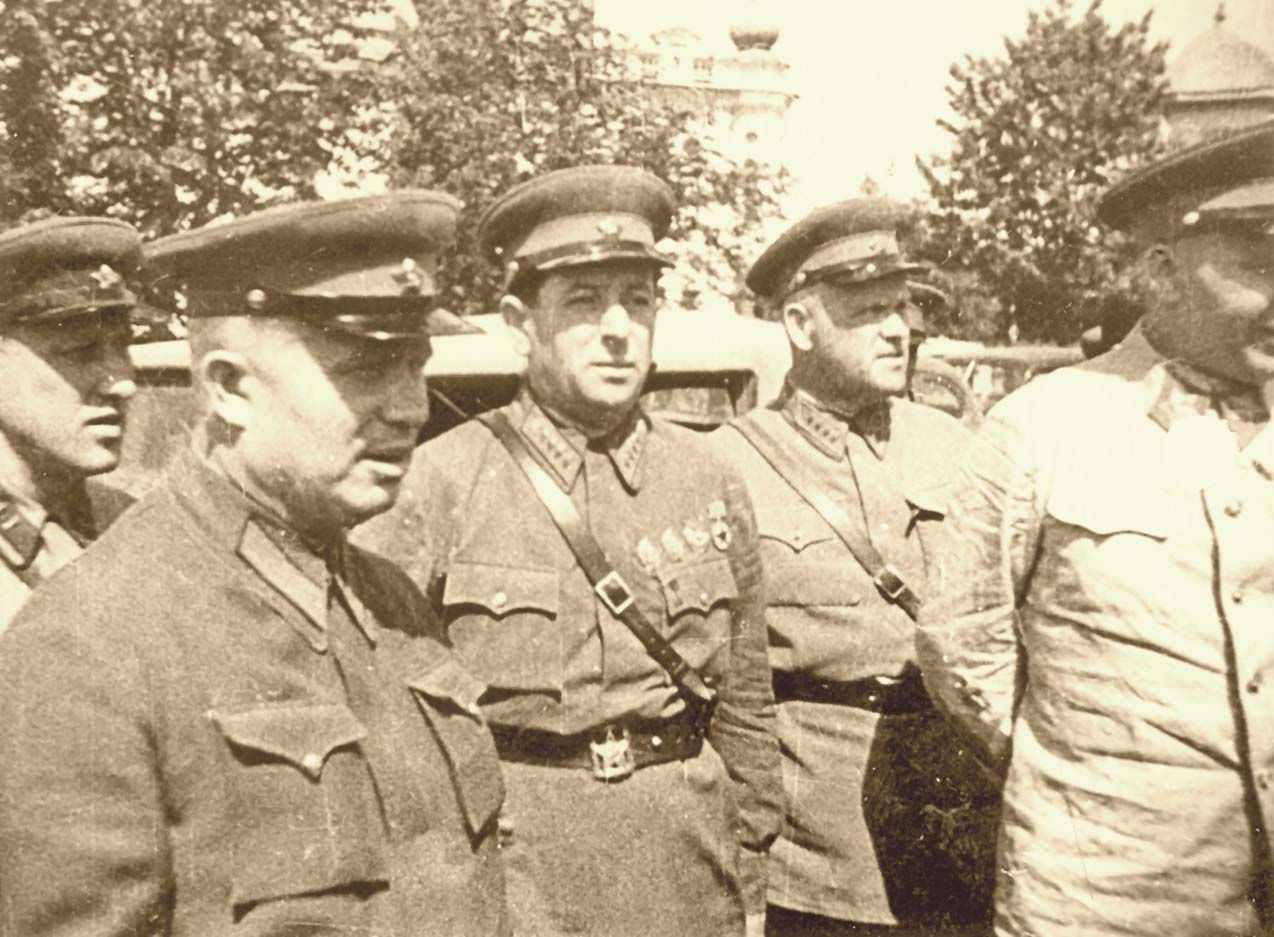
Sowjetische Offiziere der Besatzungstruppen. Zu sehen sind unter anderem Nikita Chruschtschow und Lew Mechlis.

Die sowjetische Besetzung Bessarabiens und der Nordbukowina bezeichnet die Besetzung mehrerer Landstriche des Königreichs Rumänien durch die Rote Armee der Sowjetunion zwischen dem 28. Juni und dem 3. Juli 1940. Die Besetzung war einem Ultimatum am 26. Juni 1940 gefolgt. Die Gebiete Bessarabien, Nordbukowina und das kleine Herza-Gebiet wurden dauerhaft von Rumänien abgetrennt, durch die UdSSR annektiert und der Ukrainischen SSR sowie der kurz darauf gegründeten Moldauischen SSR zugeteilt. Die Abtrennungen von Rumänien wurden nie rückgängig gemacht; heute sind die Nordbukowina und das Herza-Gebiet Teil der Ukraine, Bessarabien ist zwischen der Ukraine und der Republik Moldau geteilt.

## Hintergrund

### Die Bessarabienfrage

Ethnische Gruppen im Königreich Rumänien, 1930

Die „Bessarabienfrage“ war das politische Problem der politischen Zugehörigkeit der seit dem 15./16. Jahrhundert an das Osmanische Reich gefallenen geographischen Region Bessarabien, welche im Jahr 1812 infolge des 6. Russischen Türkenkrieges vom Russischen Kaiserreich annektiert worden war und deren Volksversammlung sich am 27. März 1918, in den Wirren der Russischen Revolution und des Russischen Bürgerkriegs (1917–22) für eine Union mit Rumänien ausgesprochen hatte. Das im Jahr 1917 gegründete Sowjetrussland sowie die im Jahr 1922 ausgerufene Sowjetunion beanspruchten (solange keine anderslautenden Verträge geschlossen wurden) die Grenzen des ehemaligen Zarenreiches, was die Beziehungen zu Rumänien erschwerte.:8f.

### Rumänisch-sowjetische Beziehungen in der Zwischenkriegszeit
Die rumänische Außenpolitik der Zwischenkriegszeit war gegen die revisionistischen Mächte gerichtet, die den Ersten Weltkrieg (1914–18) verloren hatten und Territorialansprüche gegen Rumänien hegten: Ungarn, Bulgarien und die Sowjetunion. Im Jahr 1921 begründete Rumänien zusammen mit der Tschechoslowakei und Jugoslawien die „Kleine Entente“, um sich verteidigungspolitisch abzusichern.:38
Dennoch war die rumänische Außenpolitik an einer Aufgabe der sowjetischen Ansprüche auf Bessarabien interessiert; der Außenminister Nicolae Titulescu arbeitete sogar an dem Projekt einer Allianz zwischen Rumänien und der Sowjetunion, deren Abschluss aber wiederum an der ungelösten Bessarabienfrage scheiterte. Titulescu unterstützte mit Nachdruck die Annäherung der Sowjetunion mit Frankreich und bewarb die Idee eines Systems der kontinentalen Kollektiven Sicherheit auf der Basis einer französisch-sowjetischen Militärallianz.:8f. Im Jahr 1934 nahmen Rumänien und die Tschechoslowakei einerseits und die Sowjetunion andererseits erstmals formelle diplomatische Beziehungen auf, was für den sowjetischen Außenkommissar Maxim M. Litwinow, einen Fürsprecher einer Westbindung der Sowjetunion gegen die faschistischen Mächte, einen frühen Erfolg darstellte.:38

### Der deutsch-sowjetische Pakt und der Zweite Weltkrieg

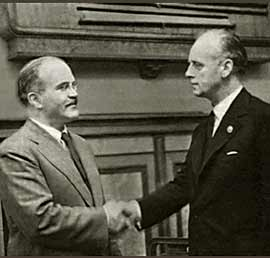
Die Verhandlungen zwischen Molotow und von Ribbentrop führen zum deutsch-sowjetischen Pakt. Deutschland stimmt den sowjetischen Ansprüchen gegenüber Rumänien zu.

Am 23. August 1939 wurde, für die Weltöffentlichkeit überraschend, der deutsch-sowjetische Nichtangriffspakt unterzeichnet. Neben Vereinbarungen über Rohstoff- und Waffenlieferungen gab es auch ein Geheimes Zusatzprotokoll, in welchem die beiden Staaten Einflusssphären in Nord-, Mittelost- und Osteuropa vereinbarten. Der Sowjetunion wurde es freigestellt, Finnland, Ostpolen, das Baltikum und das zu Rumänien gehörige Bessarabien als Einflussgebiet zu behandeln.:78 Im Gegenzug erklärte die deutsche Seite ihr „völliges politisches Desinteressement an diesen Gebieten“.:404

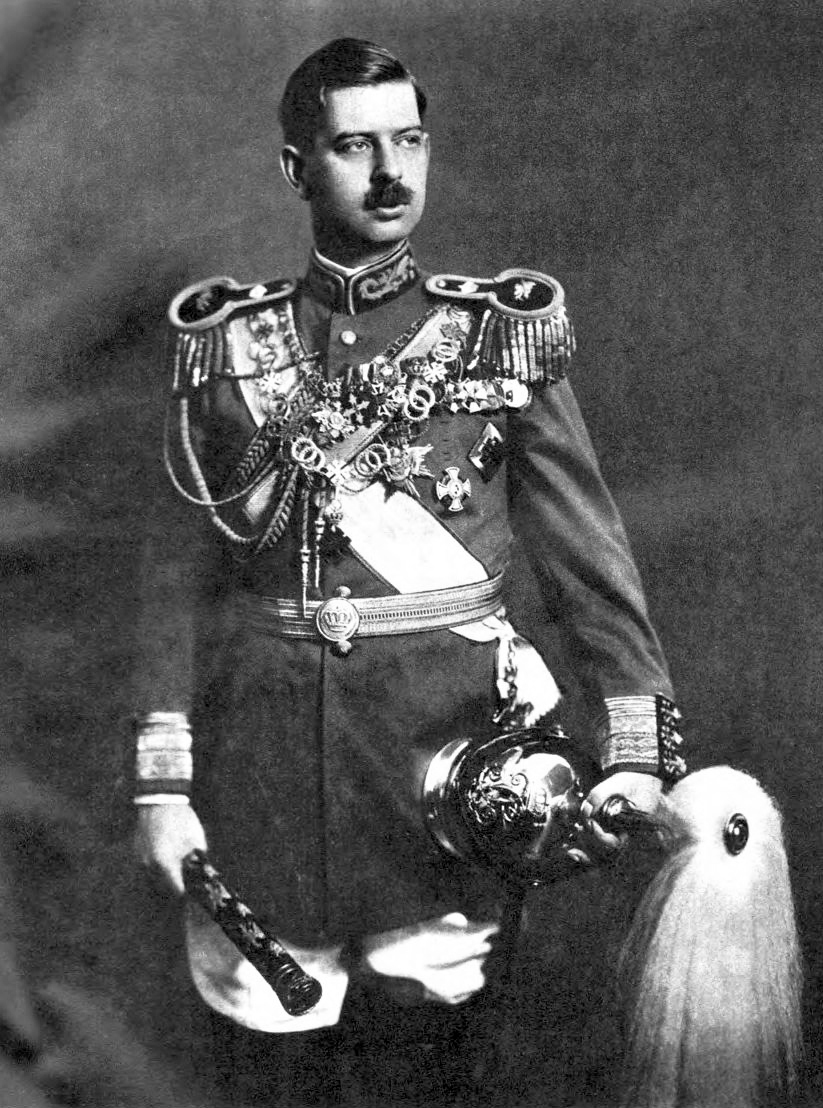
König Karl II. von Rumänien versuchte im Jahr 1939, einen Frieden im Weltkrieg zu vermitteln. Später musste er nach mehreren Territorialforderungen, unter anderen durch die UdSSR, abdanken.

Deutschland nutzte die Rückendeckung der Sowjetunion wiederum, um am 1. September 1939 mit dem Überfall auf Polen zu beginnen, der nach den britisch-französischen Kriegserklärungen des 3. September in den Zweiten Weltkrieg mündete. Rumänien setzte sich (auch aus Sorge vor opportunistischen Aktionen der Sowjetunion) schon während der Phase des Sitzkrieges für ein baldiges Kriegsende ein; am 9. November 1939 schickte König Karl II. Telegramme nach Berlin, Paris und London und bot sich als ein neutraler Friedensvermittler an.:171f. Der schnelle deutsche Sieg im Westfeldzug im Mai und Juni 1940 erhöhte den Druck auf alle Beteiligten.:46

### Expansion der Sowjetunion
Unter dem Schutz des deutsch-sowjetischen Pakts und der Ablenkung der Westmächte durch den Weltkrieg schickte sich die Sowjetunion an, ihren Machtbereich in Osteuropa auszudehnen. Der Winterkrieg gegen Finnland (30. November 1939 – 13. März 1940) endete mit dem Frieden von Moskau (12. März 1940), durch den sich die Sowjetunion die Karelische Landenge, die Halbinsel Hanko und mehrere Inseln im Finnischen Meerbusen einverleibte.:421
Dem Sieg über Finnland folgte eine diplomatische Aggression gegen die drei baltischen Staaten. Am 14. Juni 1940 stellte die Sowjetunion ein Ultimatum an Litauen,:222f. gefolgt von ähnlichen Ultimaten an Lettland und Estland am 16. Juni. Alle drei Staaten waren gezwungen, die Präsenz von Rotarmisten in hoher fünfstelliger Zahl in den eigenen Grenzen hinzunehmen. Etwas über einen Monat später folgten am 21. Juli erzwungene Annexionen der drei baltischen Staaten und ihre Eingliederungen in die Union (Estnische SSR, Lettische SSR, Litauische SSR), die durch verfälschte Volksabstimmungen legitimiert wurden.:84f.

### Sowjetische Vorbereitungen gegen Rumänien

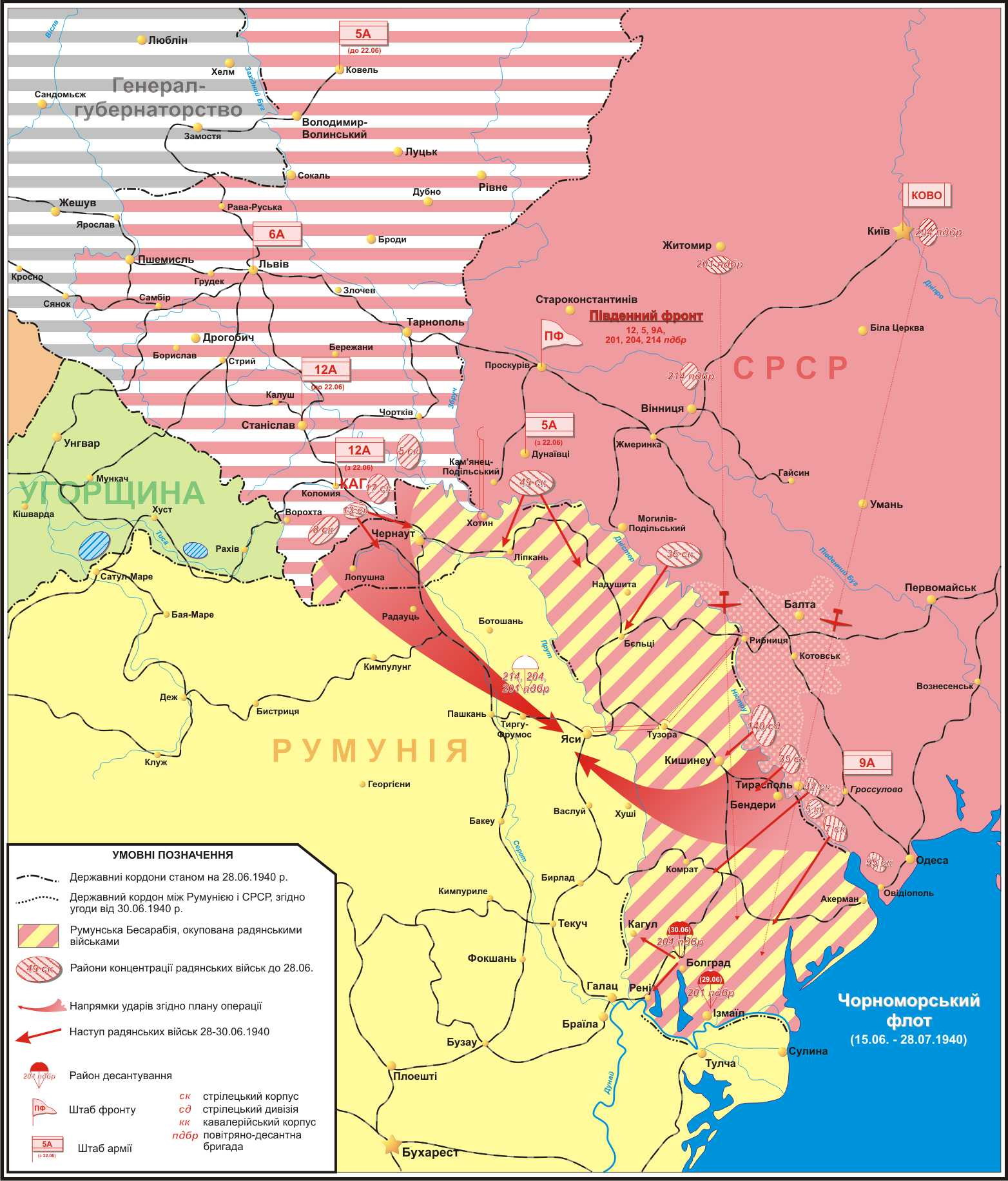
Sowjetische operative Planungen für den Fall eines Kriegsausbruchs gegen Rumänien im Jahr 1940

Das Ultimatum der Sowjetführung an Rumänien folgte weniger als zwei Wochen nach den Ultimaten an die baltischen Staaten.:46 Hierfür waren von sowjetischer Seite umfangreiche und mehrmonatige militärische Vorbereitungen getroffen worden und es fanden mehrfach Grenzzwischenfälle statt.
Am Tag des Ultimatums, dem 26. Juni 1940, wurde umfangreiche Angriffsbefehle an die Einheiten der Roten Armee entlang der rumänischen Grenze ausgegeben, die von den zuständigen Kommandobehörden (wie etwa der 12. Armee) ausgearbeitet worden waren.:93

### Deutsch-sowjetische Kontakte vor dem sowjetischen Ultimatum
Am 23. Juni 1940 (dem Tag nach dem deutsch-französischen Waffenstillstandsvertrag) setzte die sowjetische Regierung die deutsche Seite formell von ihrem bevorstehenden Vorgehen gegen Rumänien in Kenntnis.:93
Deutschland hatte im Zuge des deutsch-sowjetischen Pakts den sowjetischen Ansprüchen auf Bessarabien zugestimmt, war aber mit den sowjetischen Ansprüchen auf die gesamte Bukowina sehr unzufrieden. Reichsaußenminister Joachim von Ribbentrop ließ den deutschen Botschafter in Moskau Friedrich-Werner Graf von der Schulenburg am 25. Juni 1940 ausrichten, dass der Status der Bukowina als ehemaliges österreichisches Kronland und die Anwesenheit einer deutschen Volksgruppe in der Bukowina das deutsche Interesse an diesem Gebiet erhöhe (dass auch im von Deutschland nicht beanstandeten Bessarabien eine deutsche Volksgruppe existierte, wurde hierbei ausgespart).:93
Als Kompromiss kürzte die Sowjetunion das eigene Ultimatum. Der südliche Teil der Bukowina wurde ausgespart, wodurch die meisten Rumänen und auch ein Teil der Bessarabiendeutschen bei Rumänien verbleiben würden, und die UdSSR begnügte sich mit der Nordbukowina.:93

## Verlauf

### Ultimatum der Sowjetunion an Rumänien
Am 26. Juni 1940 forderte die Sowjetunion in einem Ultimatum die Abtretung Bessarabiens und der Bukowina. Das sowjetische Ultimatum verlangte eine rumänische Antwort innerhalb von 24 Stunden.:47f. Zeitgleich erhielten die Truppen der Roten Armee entlang der Grenze ihre Angriffsbefehle für den Fall einer rumänischen Ablehnung des Ultimatums.:93
Nachdem ein schnelles rumänisches Hilfegesuch in Richtung Deutschland ohne Ergebnis geblieben war (und stattdessen der deutsche Ratschlag erfolgte, den sowjetischen Forderungen nachzukommen), hatte die Regierung Karls II. die Wahl zwischen einem Krieg gegen die Sowjetunion und einer Kapitulation. Mit den jüngsten Beispielen deutsch-sowjetischer Aggression in Polen und Finnland entschied sich der rumänische König auf Anraten seiner Minister, dem sowjetischen Ultimatum kampflos zuzustimmen.:47f.
Am 27. Juni wurde den rumänischen Garnisonen gegen 7:00 Uhr morgens die baldige Ankunft der sowjetischen Truppen mitgeteilt. Viele Angehörige der rumänischen Minderheit in den Besatzungsgebieten versuchten fluchtartig, die Bahnhöfe zu erreichen, um die Gebiete mit den letzten Zügen in Richtung Rumänien zu verlassen.:48 Um 14:00 Uhr begann der Einmarsch der Roten Armee nach Bessarabien und in die Nordbukowina.:186

### Annexion
Am 2. August verabschiedete der Oberste Sowjet der UdSSR ein Gesetz zur Errichtung der Moldauischen SSR, welche aus sechs Bezirken in Nord- und Zentralbessarabien sowie aus sechs Rajons der bereits zuvor existenten Moldauischen ASSR bestand. Die anderen acht Rajons der Moldauischen ASSR sowie die vormalig rumänischen Gebiete Akkerman und Ismajil (Südbessarabien) und Chotyn (Nordbukowina) wurden der Ukrainischen SSR zugeschlagen; heute sind diese Gebiete noch immer Teil der unabhängigen Ukraine.:379

## Nachspiel

### Reaktionen der lokalen Bevölkerung

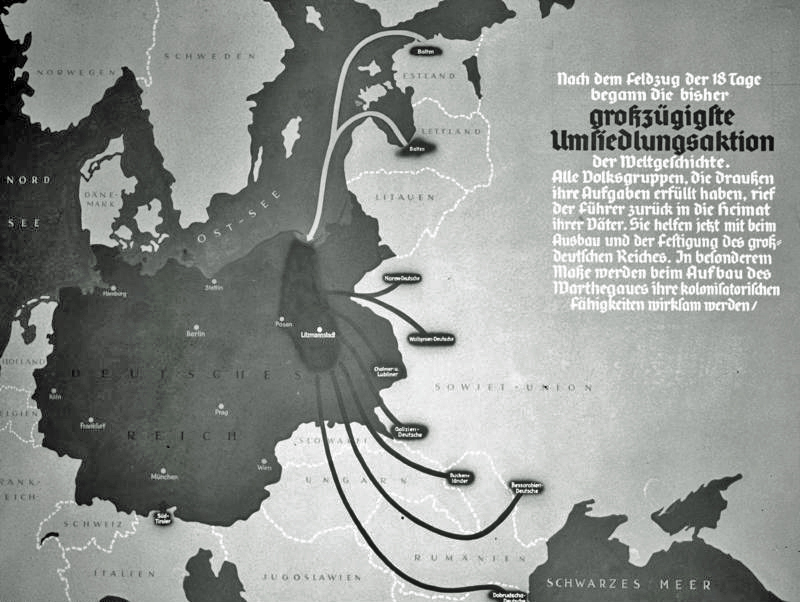
Zwischen 1939 und 1941 versuchte die deutsche Regierung, die Bewohner von Gebieten, auf welche das Deutsche Reich selbst offiziell verzichtete, zur Emigration nach Deutschland zu bewegen („Heim ins Reich“). Dazu zählten auch die Bessarabiendeutschen und Bukowinadeutschen.

Die Reaktionen der Bewohner der durch die Sowjetunion besetzten Gebiete waren gemischt. Die Russen, denen in Chișinău seit 1938 die öffentliche Nutzung ihrer eigenen Sprachen verboten gewesen war, feierten die Ankunft der Roten Armee als Befreiung.:48 Die Juden und Ukrainer waren seit den 1920er-Jahren ebenfalls wiederholt kulturellen und linguistischen Repressalien durch die rumänische Staatsführung ausgesetzt gewesen und standen der Eingliederung in die Sowjetunion positiver gegenüber als die Rumänen, die ihre Zugehörigkeit zum eigenen Nationalstaat verloren hatten.:320f. Die Ukrainer Galiziens (bis September 1939 Zweite Polnische Republik) und der Nordbukowina waren noch nie zuvor in ihrer Geschichte unter der Herrschaft eines von Moskau aus dominierten Staates gewesen. Mit der Eingliederung dieser Landstriche hatte sich die Sowjetunion alle mehrheitlich ukrainischen Gebiete Europas (je nach Zählung mit Ausnahme der Russinen in der Karpatenukraine) einverleibt.:215 (Die Karpatenukraine geriet in der Folge des Zweiten Weltkriegs 1945/46 unter direkte sowjetische Herrschaft.)
Die Deutschen, unterteilt in die Bukowinadeutschen und Bessarabiendeutschen, bildeten einen Sonderfall; die Möglichkeit ihrer Umsiedlung war im Pakt von 1939 zwischen Deutschland und der Sowjetunion vereinbart worden. Unter der Parole „Heim ins Reich“ warb die deutsche Regierung (mit beträchtlichem Erfolg) um die freiwillige Aussiedlung der deutschen Volksgruppe aus den neugewonnenen Gebieten der Sowjetunion.:320f.

### Die Aufteilung Rumäniens

Gebietsverluste Rumäniens im Jahr 1940

Der Gebietsgewinn der UdSSR erregte auch in anderen revisionistischen Nachbarstaaten Rumäniens Hoffnungen auf eine Gebietsrevision, insbesondere im Königreich Ungarn, aber auch im Königreich Bulgarien. Die Gebietskonflikte wurden von Deutschland und auch von Italien besorgt verfolgt (und letztendlich gelenkt), um alle drei Staaten – Ungarn, Bulgarien und auch Rumänien – als potenzielle Verbündete der Achsenmächte zu erhalten.:9
Obwohl Deutschland unmittelbar nach dem sowjetischen Einmarsch in Bessarabien und der Bukowina mit einer Umwerbung der Rumänen und der Anbindung des Landes an die Achsenmächte begann, waren die Deutschen nichtsdestotrotz nicht bereit, Rumänien vor den Ansprüchen der anderen gegenüber Rumänien gebietsrevisionistischen Staaten Ungarn und Bulgarien zu schützen, die beide deutschfreundlich waren. Adolf Hitler empfing am 26. Juli 1940 den Premierminister Ion Gigurtu und forderte ihn auf, die Gebietsstreitigkeit mit Ungarn beizulegen. Bereits am Folgetag, dem 27. Juli, traf sich Hitler zudem mit zwei Bulgaren, Bogdan Filow und Iwan Popow, und besprach mit ihnen wohlwollend die Frage der zwischen Bulgarien und Rumänien umstrittenen südlichen Dobrudscha.:206
Unter dem deutsch-italienischen Druck, und mit der Vermittlung der Außenminister (Joachim von Ribbentrop und Galeazzo Ciano),:24 stimmte Rumänien schließlich zwei weiteren Gebietsverlusten zu: im Nordwesten des Landes ging das nordwestliche Transsylvanien im Zuge des Zweiten Wiener Schiedsspruchs vom 30. August an Ungarn,:282 am 7. September folgte die Ratifizierung des Vertrags von Craiova (dem beide Seiten schon am 21. August zugestimmt hatten), in welchem die südliche Dobrudscha von Rumänien an Bulgarien abgetreten wurde.:24f. Hierbei hatten die Deutschen und Italiener insbesondere im ungarischen Fall auf beide Seiten eingewirkt, um den ungarisch-rumänischen Grenzstreit vordergründig beizulegen. Da jedoch immer noch ungarische Minderheiten auf der rumänischen Seite verblieben und sich jetzt auch große rumänische Minderheiten in den neuen ungarischen Grenzen befanden, konnte diese Beilegung nicht nachhaltig sein.:9

### Regierungskrise in Rumänien und die Anbindung an die Achsenmächte
Nachdem Rumänien sukzessive an die Sowjetunion, Ungarn und Bulgarien Territorien verloren hatte, band sich das Land eng an Deutschland, um die Revision dieser Gebietsverluste zu verfolgen.:40 Sowohl Deutschland als auch das faschistische Italien verfolgten das diplomatische Ziel der Einbindung der Balkanstaaten in die Achsenmächte, um einerseits die militärische Front gegen Großbritannien zu verstärken und andererseits die Schlagkraft gegen die noch neutrale Sowjetunion zu erhöhen. Es lag im Interesse Berlins und Roms, den am 27. September 1940 mit dem Japanischen Kaiserreich geschlossenen Dreimächtepakt alsbald auf die (süd-)osteuropäischen Staaten Ungarn, Rumänien, Slowakei und Bulgarien auszuweiten.:418 Am 2. September 1940 erbat die rumänische Regierung formell die Präsenz deutscher Militärausbilder in Rumänien; diesem Wunsch wurde ab Mitte Oktober 1940 entsprochen.:418 Die 22. Luftlande-Division wurde nach Rumänien versetzt,:44 am 15. Dezember kam auch die 16. Panzer-Division zur Verstärkung der deutschen „Lehrtruppen“ nach Rumänien.:53

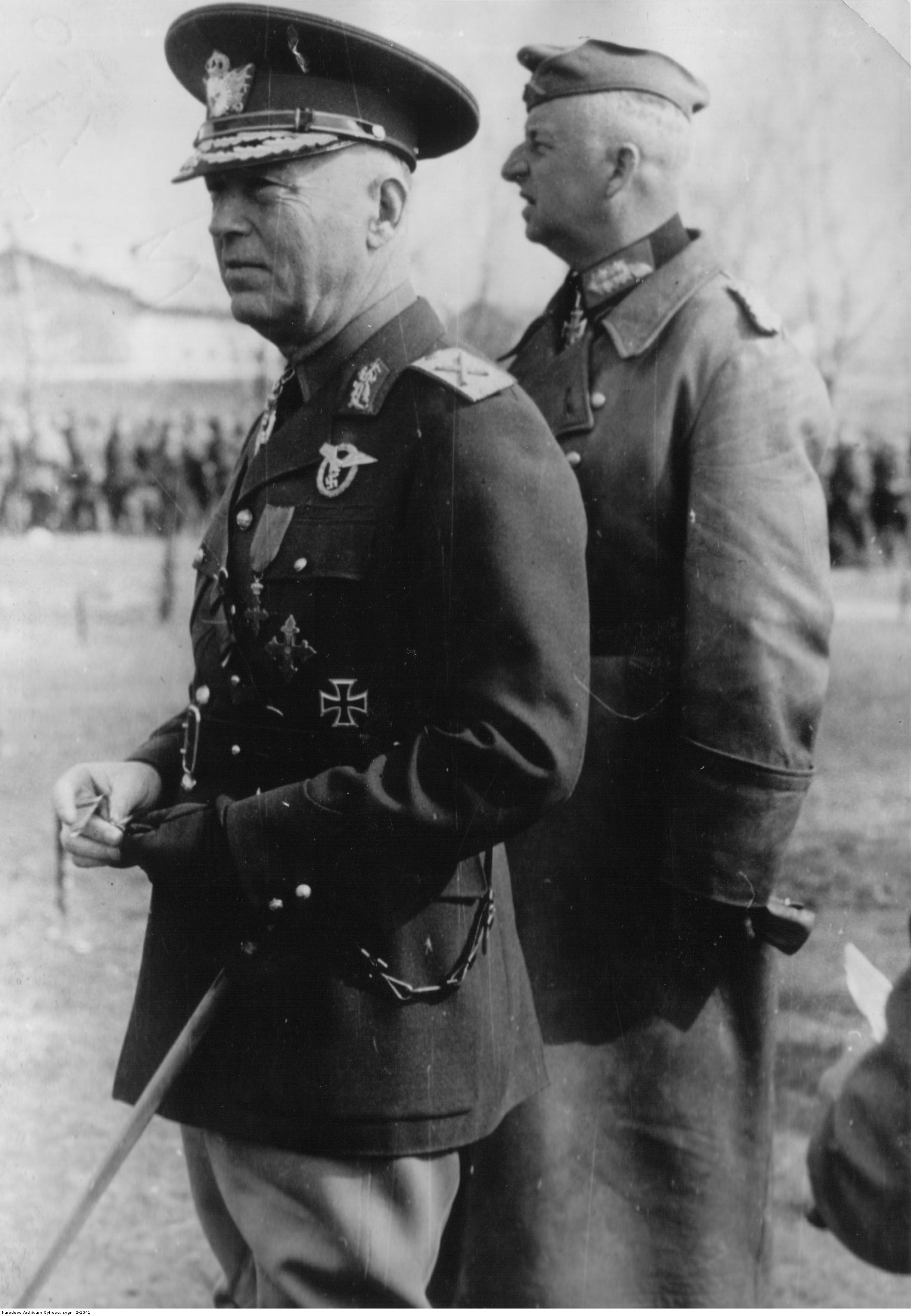
Ion Antonescu wurde am 4. September als Teil der rumänischen Krisen des Jahres 1940 Staatschef. 1941 führte Antonescu sein Land als deutscher Verbündeter gegen die UdSSR (hier im Mai 1942; im Hintergrund: Erich v. Manstein)

Anfang September 1940 kam es in Rumänien auch zum internen Führungswechsel. Seit geraumer Zeit hatte eine faschistische Bewegung, die Legion des Erzengels Michael, meist „Eiserne Garde“ genannt, Druck auf die Regierung ausgeübt und Proteste organisiert; am 3. September folgte ein Putschversuch. Als König Karl II. am 4. September seinem Ministerpräsidenten Ion Gigurtu befahl, 15 inhaftierte Gardisten zu exekutieren, legte Gigurtu stattdessen sein Amt nieder. Daraufhin lud der König den hochrangigen Militär Ion Antonescu ein, eine neue Regierung zu bilden. Antonescu hatte eine ähnliche Einladung zuvor abgelehnt, akzeptierte aber diesmal unter der Voraussetzung, dass er im Gegenzug Sondervollmachten erhielte. Der König stimmte zu und ernannte Antonescu zum Regierungschef mit erweiterten Kompetenzen. Nachdem sich die Nationale Bauernpartei und die Nationalliberale Partei jedoch einer Regierungsunterstützung verweigerten und als Voraussetzung eine Abdankung des Königs verlangten, befand sich Antonescu in der Zwickmühle. Der König versuchte verzweifelt, seine eigene Abdankung zu verhindern und verdächtigte Antonescu, an einem Abdankungskomplott beteiligt zu sein. Als am 5. September Gerüchte Antonescu erreichten, dass der König seine kurzfristige Absetzung oder gar seine Ermordung plante, kam er dem König zuvor und forderte in den Abendstunden dessen Abdankung. Der König unterzeichnete in den frühen Morgenstunden des 6. September 1940 seinen Thronverzicht zugunsten seines neunzehnjährigen Sohnes Michael (1921–2017) und verließ gemeinsam mit seiner Mätresse Magda Lupescu sowie einer Zugladung königlicher Reichtümer das Land ins Exil.:48–50

### Reaktionen in Deutschland
In der deutschen Wehrmacht löste die sowjetische Expansion, auch in Hinsicht auf den sowjetischen Alleingang in der Bukowina, eine erneute antisowjetische Verschiebung aus. Generalstabschef Franz Halder notierte am 25. Juni 1940 die Notwendigkeit einer „Schlagkraft im Osten“ gegen die Sowjetunion.:9 Die sowjetischen Forderungen auf die Südbukowina, die im Molotow-Ribbentrop-Pakt nicht vorgesehen gewesen waren, erhöhten das deutsche Misstrauen, dass die UdSSR in der Zukunft einen Überraschungsangriff gegen Rumänien ausführen könnte. Am 26. November legte das Oberkommando der Wehrmacht eine neue Richtlinie für das „Verhalten der deutschen Truppen im Falle eines russischen Übergriffs auf Rumänien“ fest, um künftige sowjetische Militäraktionen auf rumänischem Gebiet durch frühzeitige deutsche Intervention vereiteln zu können. Trotzdem erhielten deutsche Truppenführer die Weisung, größere Verwicklungen auf jeden Fall zu vermeiden, bis konkrete Befehle aus Berlin vorlägen.:358
Ernst Freiherr von Weizsäcker traf sich im Nachklang des sowjetischen Einmarsches in Rumänien mit Hüsrev Gerede, dem Botschafter der Türkei in Berlin, und besprach offen die Bedrohung der türkischen Souveränität durch die Sowjetunion. Weizsäcker spielte auf mögliche sowjetische Ambitionen auf den Bosporus und in Richtung Ostanatolien an.:76

### Krieg gegen die Sowjetunion
Antonescu verfolgte seit Beginn seiner Regierungszeit einen prodeutschen Kurs, um die Revision der Gebietsgewinne Deutschlands anderer Partner (Ungarns und Bulgariens) zu vereinfachen sowie um Deutschland als Verbündeten gegen weitere sowjetische Übergriffe zu gewinnen.
Deutschland hielt seine Vorbereitungen für Unternehmen Barbarossa, den Überfall auf die Sowjetunion am 22. Juni 1941, vor den meisten Verbündeten für lange Zeit geheim. Nachdem die ersten Kontakte mit Finnland bereits im Januar 1941 geknüpft wurden,:58 wurde Rumänien zum zweiten Staat, der von Barbarossa offiziell Kenntnis erhielt. Manfred von Killinger informierte Antonescu am 9. Juni 1941 über die konkreten deutschen Angriffspläne. Antonescu traf sich am 11. Juni mit Hitler und bot bei dieser Gelegenheit förmlich rumänische Unterstützung für den Überfall an.:44f.
Deutsch-rumänische Verbände marschierten als Teil des Unternehmens München am 2. Juli 1941 in die Nordbukowina, Bessarabien und die südwestliche Ukraine ein.:12 Bessarabien, die Nordbukowina, sowie ein Gebiet zwischen Dnister und Bug wurden als Gouvernement Transnistrien zum rumänischen Besatzungsgebiet, wodurch den Rumänen zeitweise das politische Ziel der Wiedereingliederung Bessarabiens und der Nordbukowina gelang.:379

### Rückkehr der Roten Armee
Nachdem sich die strategische Gesamtlage an der Ostfront ab 1942/43 entscheidend gegen die Achsenmächte verschoben hatte, trat die Rote Armee ab Sommer 1943 zu mehreren Großoffensiven im Süden der Ostfront an. Zwischen März und August 1944 drangen die sowjetischen Truppen durch die Ukraine zur rumänischen Grenze vor und stellten schließlich die sowjetische Herrschaft in Bessarabien und der Nordbukowina wieder her.:379
Noch während die deutsch-rumänische Verteidigungslinie am 23. August 1944 unter dem Druck der sowjetischen Operation Jassy-Kischinew völlig zusammenbrach,:1089 kam es am gleichen Tag in Rumänien zum „Königlichen Staatsstreich“ des jungen Königs Michael. Antonescu wurde abgesetzt und verhaftet.:241f. Die neue Regierung suchte umgehend einen Waffenstillstand mit den Alliierten. Am 25. August 1944 wechselte Rumänien vollständig die Seiten und erklärte Deutschland den Krieg. Bereits am 30. August befanden sich die rumänischen Ölfelder bei Ploiești in sowjetischer Hand. Am 7. September folgte eine Kriegserklärung gegen das weiterhin mit Deutschland verbündete Ungarn, am 12. September unterzeichneten rumänische Vertreter in Moskau einen förmlichen Waffenstillstand mit den USA, dem Vereinigten Königreich und der Sowjetunion und versprachen zwölf rumänische Divisionen für die alliierten Armeen.:231–236

### Kulturelles Erbe

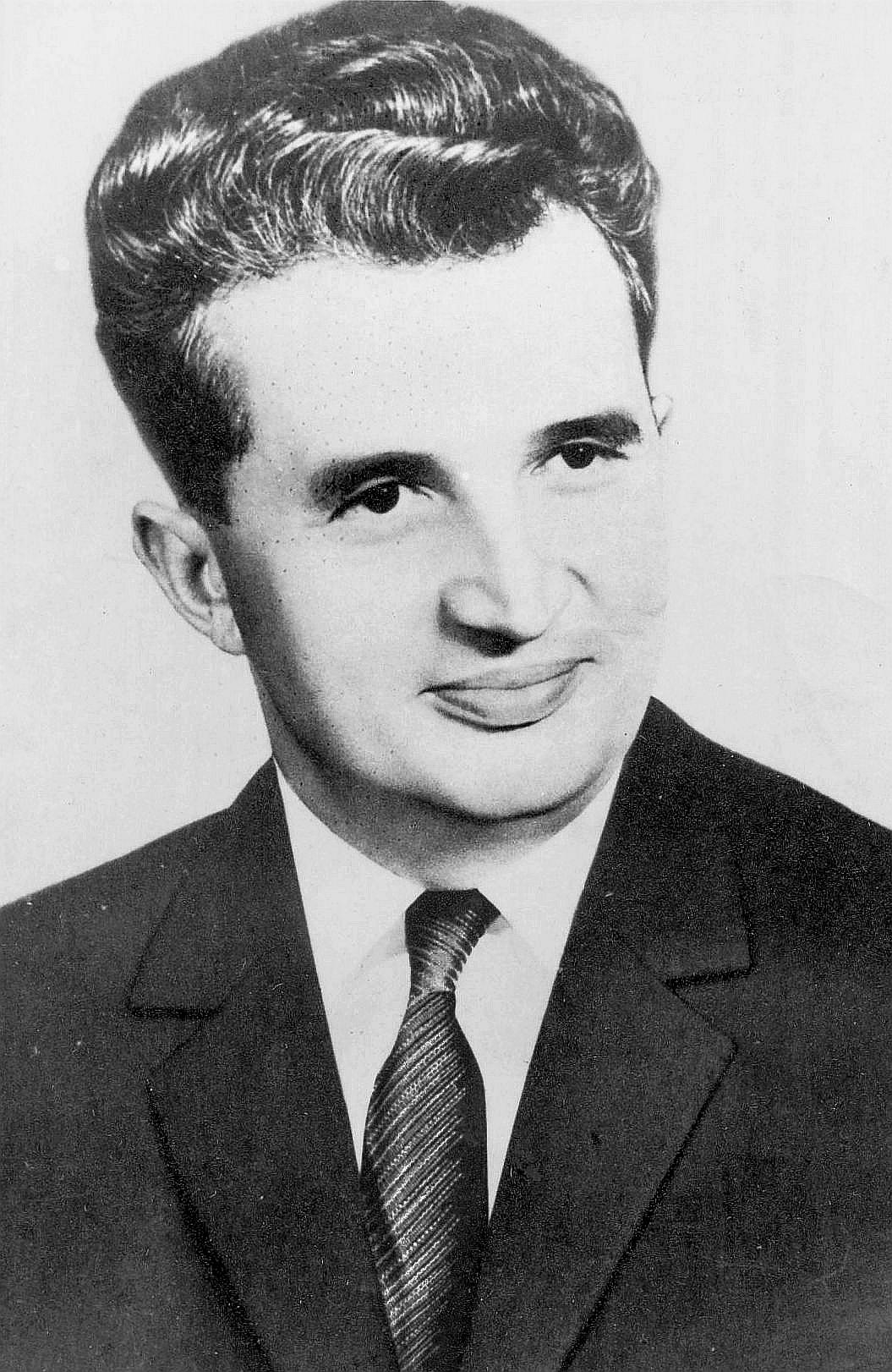
Nicolae Ceaușescu machte trotz der kommunistischen Allianz mit der Sowjetunion in den 1960er-Jahren Stimmung gegen die sowjetischen Annexionen des Jahres 1940

Die Großrumänien-Partei vertritt seit 1991 das politische Ziel der Wiedergewinnung Bessarabiens und der Nordbukowina

Nach dem rumänischen Friedensschluss im Jahr 1944 verblieben Bessarabien und die Nordbukowina endgültig bei der UdSSR sowie seit 1991 bei ihren Nachfolgestaaten, Moldau und der Ukraine.
Im Zuge der Errichtung der Volksrepublik Rumänien und ihrer Eingliederung in den kommunistischen Ostblock wurden historische Darstellungen der Geschichte der rumänisch-sowjetischen Beziehungen zunächst geschönt. Im offiziellen Schulbuch Istoria RPR („Geschichte der VR Rumänien“) des Jahres 1952 wurde ein Kapitel unter dem Titel „Die Beteiligung des bourgeois-landherrischen Rumäniens am verbrecherischen anti-sowjetischen Krieg“ eingefügt, aber das Ultimatum vom 26. Juni 1940 ausgespart. Die Abtretung Bessarabiens und der Nordbukowina wurden als Ergebnis einer „Einigung“ präsentiert, welche einen „Gebietskonflikt“, der nach der „konterrevolutionären Intervention der rumänischen Armee gegen die Sowjets im Jahr 1918“ entstanden sei, friedlich gelöst habe. Die rumänische Seite war aber trotz ihrer Eingliederung in das kommunistische System keineswegs frei von revanchistischen Tendenzen; der rumänische Staatschef Nicolae Ceaușescu zeigte seine nationalistischen Tendenzen am Stärksten in einer Ansprache vom 7. Mai 1966, in welcher er die „Abtrennung einiger Territorien, die in großer Mehrheit von Rumänen bewohnt waren“ als „tiefen Fehler“ bezeichnete.:263–266
Territorialer Revanchismus und das Ziel der Wiedereingliederung der Nordbukowina, Bessarabiens und der südlichen Dobrudscha bleiben auch seit 1991 wiederkehrende Gesprächspunkte in der Politik des postkommunistischen Rumäniens. Die wichtigste politische Kraft, die seit den 1990er-Jahren den rumänischen Irredentismus vertritt, ist die Großrumänische Partei, die im Jahr 2000 fast ein Fünftel der Stimmen in den rumänischen Parlamentswahlen gewann.:271f.